# قلب سفید قاصدک‌ها
قلب سفید قاصدک‌ها کم فروش‌ترین فیلم سینمایی ایران با فروش ۸۴۰۰۰ تومان به کارگردانی افشین محمودی و به تهیه‌کنندگی علی روئین‌تن است که محصول سال ۱۳۹۳ می‌باشد. این فیلم نخستین فیلم سینمایی افشین محمودی در مقام کارگردانی است که در اردیبهشت ماه سال ۱۳۹۶ اکران شد. لازم است ذکر شود قیمت بلیت در زمان اکران ۱۲۰۰۰ تومان بوده است؛ یعنی فقط ۷ نفر این فیلم را در سینما دیده‌اند.

## داستان فیلم
داستان فیلم با آغاز جنگ همراه می‌شود و دختر بچه‌ای که در هنگام فوت کردن کیک تولدش بمب بر سرش می‌بارد پدر و مادرش را از دست می‌دهد.

## سایر عوامل
- نویسنده: افشین محمودی
- موسیقی: محمد فرشته‌نژاد
- فیلم‌بردار: مصطفی کشفی
- تدوین‌گر: حسین زندباف
- چهره پردازی: محسن دارسنج
- طراح لباس: سمیرا مهندسان
- طراح صحنه: کوروش امانی
- مدیر تولید: حسین اسماعیلی
- صدابردار و صداگذار: اصغر آبگون